# Безглютенова дієта

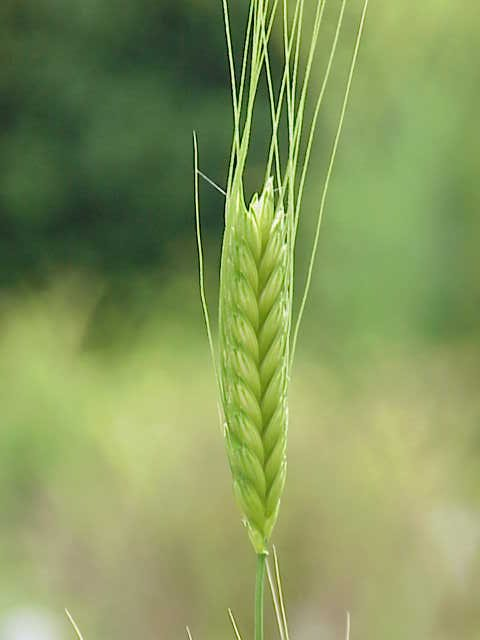
Пшениця

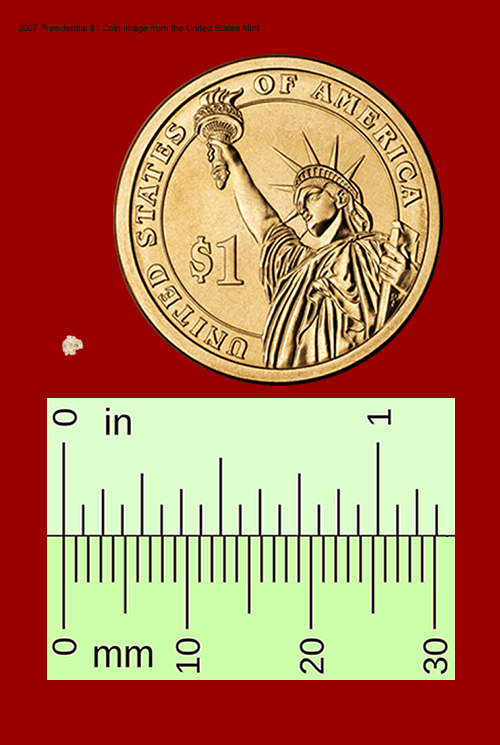
Одна крихта хліба розміром 1 мм містить достатньо глютену щоб активувати автоімунну реакцію у людей із целіакією, коли вони дотримуються безглютенової дієти (можливо, без помітних симптомів). Вживання глютену навіть у малих кількостях уповільнює одужання у людей з розладами, пов'язаними з глютеном.

Безглютенова дієта — дієта, що передбачає повну відмову від продуктів з вмістом глютену або їхню заміну на безглютенові. Виключаються з раціону продукти чи страви з зерен злаків — пшениці, ячміню, жита, всі похідні продукти, зокрема хлібобулочні вироби та пиво. Також виключаються продукти, до яких додається глютен як речовина, що додає густоти та в'язкості, тримає вологу та в деяких випадках не дає засохнути — це можуть бути ковбасні вироби, молочні продукти, різні соуси (кетчуп та майонез). Безглютенова дієта є обов'язковою для людей, які мають розлади, що пов'язані з глютеном.
До розладів, що пов'язані з глютеном належать: целіакія, нецеліакійна неалергійна чутливість до глютену, глютенова атаксія, герпетифорний дерматит (DH) та алергія на пшеницю. Розлади, пов'язані з глютеном діагностуються все частіше. Зростання можна пояснити популярністю західної дієти, поширенням середземноморської дієти, все більшою заміною рису пшеницею у багатьох країнах, збільшенням вмісту клейковини в хлібі та хлібобулочних виробах завдяки скороченню часу бродіння тіста.
Класифікація порушень пов'язаних з глютеном:
- Аутоімунні розлади: целіакія, герпетиформний дерматит, глютенова атаксія
- Розлади невстановленої природи: нецеліакійна чутливість до глютену
- Алергічні розлади: харчова алергія (IgE-опосередкована та не-IgE-опосередкована), пекарська астма, контактний дерматит тощо.[10][14]

Одним з найпоширеніших хронічних, імуно-опосередкованих розладів, пов'язаних з вживанням глютену, є глютенова ентеропатія або целіакія. Імунна система при цьому створює антитіла, які зокрема пошкоджують стінки кишківника. Це порушує всмоктування поживних речовин організмом. Тому для них важливо споживати заборонені продукти, але без вмісту глютену або взагалі від них відмовитися. За даними Всесвітньої гастроентерологічної організації (World Gastroenterology Organization) поширеність целіакії у світі оцінюється як 1 на 300 осіб. Для людей з целіакією дотепер сувора дієта без глютену є єдиним ефективним методом лікування. Для людей з нецеліакійною чутливістю до глютену все ще залишаються відкритими питання тривалості такої дієти. Результати дослідження 2017 року дозволяють припустити, що вона може бути хронічним розладом. Для людей з алергією на пшеницю в середньому потрібно шість років безглютенової дієти, за винятком людей з анафілаксією, для яких дієта повинна бути протягом усього життя.
Кілька досліджень показують, що близько 79 % людей з целіакією мають неповне відновлення тонкої кишки, незважаючи на дотримання безглютенової дієти. Це здебільшого спричинено ненавмисним вживанням глютену. Люди з поганою базовою освітою та розумінням безглютенової дієти часто вважають, що вони суворо дотримуються дієти, але регулярно допускають помилки.
Вилучення глютену з раціону без попереднього повного медичного обстеження може ускладнити діагностику целіакії. Діагностичні тести (антитіла та біопсія дванадцятипалої кишки) втрачають свою корисність, якщо людина вже не вживає глютен.
Крім того, безглютенова дієта може, принаймні в деяких випадках, покращувати шлунково-кишкові або системні симптоми при таких захворюваннях, як синдром подразненого кишечника, ревматоїдний артрит, розсіяний склероз тощо. Безглютенові дієти також пропагуються як альтернативне лікування людей з аутизмом, але нинішні докази їхньої ефективності обмежені та слабкі.
Безглютенову дієту застосовують не лише, коли діагностовано зазначені хвороби, а й через загальне уявлення про підтримку здоров'я та профілактику хвороб, але МОЗ стверджує, що відмова від глютену є необхідною приблизно для 1 % людей, тоді як решті він нашкодити не може, але необхідно зважувати на те, що багато з глютен-вмісних продуктів є досить «нездоровими», тому є сенс у зменшенні частки глютен-вмісних продуктів (таких як хлібобулочні вироби, ковбасні вироби, соуси тощо) у раціоні, але не у заміні їх безглютеновими аналогами (окрім людей, які мають розлади, пов'язані з глютеном). Згідно з міжнародними нормами, вміст глютену в усіх без винятку безглютенових продуктах не має перевищувати 20 ppm (2 мг/100 г) з урахуванням різної чутливості до глютену та різних харчових уподобань. В Україні відсутні законодавчі акти, які б забезпечували належний рівень контролю за виготовленням безглютенової продукції та інформування споживачів.
Безглютенова дієта повинна базуватися головним чином на безглютенових продуктах харчування з гарним балансом мікро- та макроелементів: м'ясо, риба, яйця, молоко та молочні продукти, бобові, горіхи, фрукти, овочі, картопля, рис, кукурудза, амарант, гречка тощо. Ступінь перехресного забруднення глютеном, що переноситься людьми з чутливістю до глютену, не є чітким, але є деякі докази того, що вони можуть мати симптоми навіть після вживання невеликих кількостей. Частина людей з невропатією, пов'язаною з глютеном, або глютеновою атаксією, здається, не може переносити навіть слідів глютену, дозволених у більшості продуктів, позначених як «безглютенові».
Включення вівса до безглютенових дієт залишається суперечливим. Авенін, присутній у вівсі, також може бути токсичним для хворих на целіакію. Його токсичність залежить від сорту. Крім того, овес часто перехресно забруднюється зерновими, що містять глютен.

### Деякі дозволені продукти
Природними безглютеновими продуктами є: м'ясо, риба, морепродукти, яйця, молоко та молочні продукти, горіхи, бобові, фрукти, овочі, картопля, амарант (щириця), гречка, насіння чіа, кіноа, лише деякі зернові культури (кукурудза, рис, сорго), просо, теф, фоніо, коікс (сльозник), маранта, мескітове борошно, саго, тапіока.

### Вплив безглютенової дієти на здорових людей
Останнім часом безглютенова дієта набула значної популярності, так 2015 року у США на безглютенові продукти витратили близько 4 мільярдів доларів, що значно перевищує ту суму, яку б мали витратити люди, які мають розлади, пов'язані з глютеном. Міністерство охорони здоров‘я України зазначає, що лише близько одного відсотка людей потребує безглютенової дієти, тоді як для решти вона може навіть приносити більше шкоди ніж користі. Користь безглютенової дієти для людей, що не мають жодних розладів, пов‘язаних з глютеном полягає здебільшого в тому, що вживаючи лише продукти без глютену, вони відмовляються від багатьох некорисних продуктів (білий хліб, печиво і сосиски, різноманітні соуси у які глютен додається для в‘язкості), але не глютен робить ці продукти шкідливими. Дійсно, білки глютену мають низьку харчову та біологічну цінність, а зерна, що містять глютен, не є необхідними в раціоні людини. Але відмова від всіх глютен-вмісних продуктів, зокрема цільнозернових злаків, що забезпечують наш організм клітковиною, важливими вітамінами та поживними речовинами, як залізо, кальцій та білок, призводить до збідніння раціону. Заміна таких продуктів безглютеновими аналогами не є корисною, оскільки вони зазвичай містять більше цукру та жирів і часто мають значно менше білків та більшу калорійність ніж відповідні глютен-вмісні продукти. Також заміна борошна з пшениці або інших клейковинних злаків безглютеновим борошном у комерційних продуктах може призвести до нижчого споживання важливих поживних речовин, таких як залізо та вітаміни групи B.
Незбалансований вибір їжі та неправильний вибір продуктів, що не містять глютену, можуть призвести до харчових дефіцитів. Деякі комерційні замінні продукти, що не містять глютену, не збагачені або не збагачені, як їх аналоги, що містять глютен, і часто мають більший вміст ліпідів / вуглеводів . Діти особливо часто надмірно вживають ці продукти, такі як закуски та печиво. Харчові ускладнення можна запобігти за допомогою правильної дієтичної освіти.
При цьому, не існує науково-обґрунтованих досліджень, які б підтверджували, що безглютенові продукти є кориснішими для людей, що не мають розладів, пов'язаних з глютеном, або ж що вони допомагають втрачати вагу.